# تشارلز إبستاين
تشارلز إبستاين (بالإنجليزية: Charles Epstein)‏ هو عالم وراثة أمريكي، ولد في 3 سبتمبر 1933 في فيلادلفيا في الولايات المتحدة، وتوفي في 15 فبراير 2011 في تيبورون في الولايات المتحدة بسبب سرطان البنكرياس.